# Jacob Zuma
Jacob Gedleyihlekisa Zuma (Nkandla, 12 aprile 1942) è un politico sudafricano, presidente del Sudafrica dal 2009 al 2018.

## Biografia
Zuma nacque a Nkandla, provincia di Natal (ora parte della provincia di KwaZulu-Natal). Suo padre era un poliziotto, che morì quando Zuma aveva cinque anni, e sua madre era una domestica. Il suo secondo nome, Gedleyihlekisa, significa "uno che sorride mentre ti fa del male" in Zulu. Non ha ricevuto alcuna istruzione formale. 
Da bambino, Zuma si trasferì nei sobborghi di Durban. Ha due fratelli, Michael e Joseph. Michael Zuma è il proprietario di Khumbula Property Services, una società di costruzioni: ha ammesso di aver usato l'influenza di Jacob per assicurarsi contratti per la sua azienda in cambio di proprietà edilizie vicino alla città natale di Jacob. 

### Reclusione ed esilio
Zuma iniziò a impegnarsi in politica sin da giovane e si unì all'African National Congress (ANC) nel 1959. Divenne un membro attivo dell'Umkhonto we Sizwe nel 1962, in seguito al divieto dell'ANC da parte del governo sudafricano l'anno precedente. 
Quell'anno fu arrestato con un gruppo di 45 reclute nei pressi di Zeerust, nel Transvaal occidentale, attualmente parte della provincia del Nordovest. Condannato per aver cospirato per rovesciare il governo dell'apartheid, un governo guidato dalla minoranza bianca, Zuma fu condannato a dieci anni di reclusione, che trascorse a Robben Island con Nelson Mandela e altri importanti leader dell'ANC imprigionati durante questo periodo. Mentre era in carcere, Zuma ha fatto l'arbitro per le partite di calcio della federazione di prigionieri, organizzate dall'organo di governo dei prigionieri, Makana F.A. 
Dopo il suo rilascio dal carcere, Zuma fu determinante per il ripristino delle strutture segrete dell'ANC nella provincia di Natal. Durante questo periodo Zuma si unì al Dipartimento dell'Intelligence dell'African National Congress, dove in seguito divenne capo dell'intelligence del dipartimento. 
Zuma lasciò per la prima volta il Sudafrica nel 1975, e incontrò Thabo Mbeki nello Swaziland, poi Mozambico, dove si occupò dell'arrivo di migliaia di esuli sulla scia della rivolta di Soweto. Divenne membro del Comitato Esecutivo Nazionale dell'ANC nel 1977. È stato anche vice rappresentante capo dell'ANC in Mozambico, un incarico che occupò fino alla firma dell'accordo di Nkomati tra i governi mozambicano e sudafricano nel 1984. Dopo aver firmato l'accordo, è stato nominato Rappresentante Capo dell'ANC.
Fece parte del consiglio politico e militare dell'ANC quando fu formato a metà degli anni '80, e fu eletto al politburo del SACP nell'aprile 1989. 
Nel dicembre 1986, il governo sudafricano chiese alle autorità mozambicane di espellere sei membri anziani dell'ANC, tra cui Zuma. A causa delle pressioni esercitate dal governo dell'apartheid sul Mozambico, Zuna fu costretto a lasciare il Mozambico nel gennaio 1987. Si è trasferito alla sede centrale dell'ANC a Lusaka, nello Zambia, dove è stato nominato capo del dipartimento di intelligence. 
Zuma fu anche membro del Partito Comunista Sudafricano (SACP). Si unì nel 1963, partecipando brevemente nel Politburo del partito e dimettendosi nel 1990.

### Presidente del Sudafrica (2009-2018)

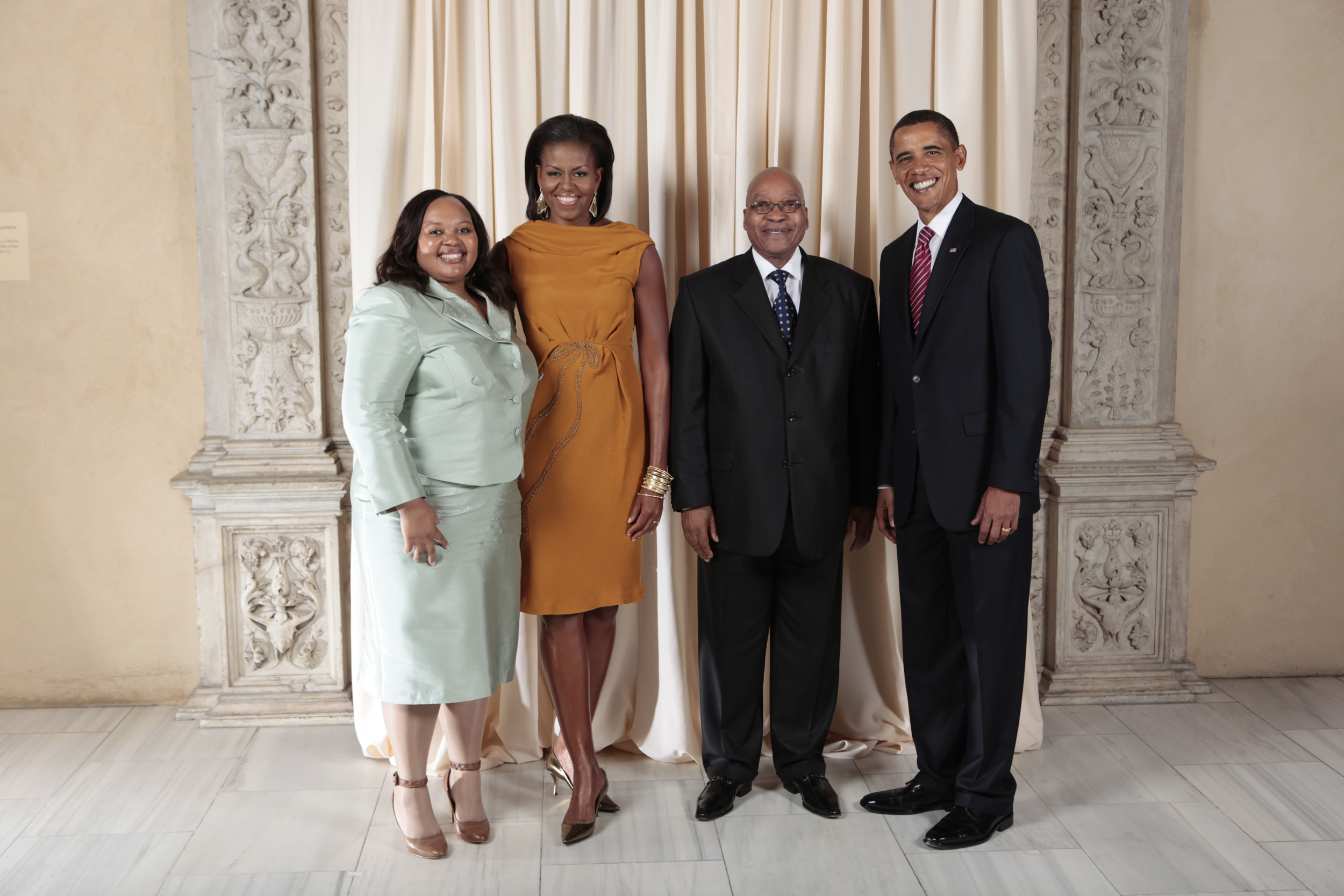
Il presidente Zuma e la seconda moglie Nompumelelo Ntuli con Barack Obama e Michelle Obama a New York, 2009

Presidente dell'African National Congress (ANC) dal 2007 al 2017, è stato eletto presidente del Sudafrica con il 67% dei voti alle elezioni generali del 2009. Ha 5 mogli e 20 figli dichiarati.
Ha giurato come presidente il 9 maggio 2009, nominando come suo vicepresidente vicario il suo predecessore Kgalema Motlanthe.
In seguito alle elezioni del 7 maggio 2014, è stato riconfermato presidente.
Il 18 dicembre 2017, Cyril Ramaphosa è stato eletto per succedere a Zuma come presidente dell'ANC alla sua 54ª Conferenza Nazionale, tenutasi a Nasrec, Johannesburg. I mesi successivi hanno visto una crescente pressione su Zuma tanto da spingerlo a rassegnare le dimissioni da Presidente del Sudafrica; di fronte a una mozione di sfiducia al parlamento, Zuma ha annunciato le sue dimissioni con effetto immediato il 14 febbraio 2018.

### L'arresto (2021)
Il 7 luglio 2021 Zuma si è consegnato alla polizia prima che scattasse nei suoi confronti un ordine di cattura: l'ex presidente era stato condannato tre giorni prima dalla Corte Suprema del Sudafrica a 15 mesi di carcere per oltraggio, dopo aver ignorato diversi ordini a testimoniare in un’inchiesta per corruzione durante i suoi nove anni al potere. Il suo arresto ha scatenato violente proteste tra i suoi sostenitori e l'esercito sudafricano. Nel settembre 2021 la Corte costituzionale sudafricana ha respinto severamente la petizione dell'ex presidente Jacob Zuma per ribaltare la sua sentenza, condannandolo a 15 mesi di carcere per oltraggio alla giustizia.